# Indigokarmin
Indigokarmin, auch Indigotin I, ist ein wasserlöslicher, blauer indigoider Säurefarbstoff.

## Chemische Eigenschaften
Indigotin I ist wasserlöslich (10 g/l bei 25 °C, mit einem pH von circa 5,3). Das UV/VIS-Absorptionsspektrum zeigt ein Maximum in Wasser bei 608–612 nm.
Wässrige Indikarmin-Lösungen verblassen insbesondere unter Lichteinfluss. Indigokarmin reagiert sehr empfindlich auf Licht und Oxidanzien.

## Verwendung

### Lebensmittelfarbstoff
Indigotin I wird als blauer Lebensmittelfarbstoff oder in Kombination mit gelben Farbstoffen wie zum Beispiel Chinolingelb (E104) zur Grünfärbung (siehe Grünlack) verwendet.
In Deutschland wurde Indigotin durch die Farbstoff-Verordnung ab 1959 als Indigodisulfonsäure (Natriumsalz) für die Verwendung in Lebensmitteln zugelassen. Zur Übernahme der Richtlinie des Rats zur Angleichung der Rechtsvorschriften der Mitgliedstaaten für färbende Stoffe, die in Lebensmitteln verwendet werden dürfen in nationales Recht wurde die Farbstoff-Verordnung 1966 angepasst und für Indigotin I die E-Nummer E 132 aufgenommen. Ab 1978 wurde die Verwendung in Deutschland durch die Zusatzstoff-Zulassungsverordnung geregelt. Durch die Verordnung (EG) Nr. 1333/2008, die am 20. Januar 2009 in Kraft trat, ist die Verwendung von Indigotin I als Lebensmittelzusatzstoff im ganzen EWR einheitlich geregelt.
Indigotin I ist zusammen mit anderen Farbstoffen, wie Curcumin, Tartrazin oder Azorubin in Gruppe III (Lebensmittelfarbstoffe mit kombinierter Höchstmengenbeschränkung) einsortiert, welche für fermentierte Milchprodukte sowie Sahneprodukte, Käse, Speiseeis, Mostarda di Fruta, Süßwaren, kandierte  Früchte, Kaugummi, Verzierungen, Überzüge, Soßen, Füllungen, Rührteige und Backwaren, Umhüllungen für Fleisch und Wurst, Surimi und Fischrogen, Würzmittel, Senf, Suppen, vegetarische Eiweißprodukte, diätetische Lebensmittel, aromatisierte Getränke und Wein, Apfel-, Birnen- und Fruchtwein, weinhaltige Getränke, Spirituosen, Knabbereien, Dessertspeisen sowie Nahrungsergänzungsmittel verwendet werden dürfen. Je nach Anwendung liegt die zulässige Höchstmenge zwischen 50 und 500 mg/kg. Für essbare Käserinde und Wursthüllen gibt es keine Mengenbeschränkung (quantum satis).

### Andere Anwendungen
Indigokarmin wird auch als pH-Indikator verwendet. Oberhalb von einem pH-Wert von 13 ist es gelb, unterhalb von 11,4 blau. Weiterhin wird es als Redox-Indikator verwendet, der sich bei einer Reaktion gelb verfärbt.
Er wird auch zum Anzeigen von gelöstem Ozon eingesetzt. Dabei wird seine Umwandlung in Isatin-5-Sulfonsäure genutzt, die jedoch auch mit Hyperoxiden eintritt.
Indigotin I wird zum Einfärben von Dragees und Tabletten sowie Medikamenten verwendet. Medizinisch wurde es früher unter anderem zur Markierung des Liquor cerebrospinalis  zum Nachweis der Rechts-Links-Durchgängigkeit supratentorieller Abschnitte des Ventrikelsystems im Gehirn (so  von Walter Edward Dandy) und zur Nierenfunktionsprüfung eingesetzt.
Indigotin I gilt als unbedenklich, in längeren Fütterungsstudien haben sich jedoch Hinweise ergeben, dass in Anwesenheit von Nitrit aus anderen Lebensmitteln Nitrosamine entstehen können.
Seit Oktober 1998 wird Indigokarmin im Kern von manchen Rohypnol-Tabletten verarbeitet, um einen Missbrauch als K.-o.-Tropfen zu verhindern. Wird eine solche Tablette in einem Getränk aufgelöst färbt sich dieses intensiv blau.